# Тишина, Наталья Борисовна
Наталья Борисовна Тишина (в девичестве — Сергеева; род. 6 июля 1946, Горький) — советский и российский тренер по художественной гимнастике. Почётный мастер спорта СССР (1969). Заслуженный тренер России. Заслуженный работник физической культуры Российской Федерации (2001). Спортивный судья всероссийской категории (2016). Почётный гражданин Нижнего Новгорода (2017).

## Биография
Родилась 6 июля 1946 года в Горьком. В 1956 году начала заниматься художественной гимнастикой сначала под руководством Антонины Дмитриевны Сковородовой, а затем — Таисии Кирилловны Тимошенко. Тишина была неоднократным призёром чемпионатов РСФСР и СССР, участвовала в Универсиаде. С 1964 по 1973 год была членом сборных команд РСФСР и СССР. В 1968 году стала обладательницей Кубка СССР. Окончила факультет физического воспитания Горьковского педагогического института.
Тренерскую карьеру начала в 1972 году в ДСО «Спартак». С 1980 по 1990 год работала в детской спортивной школе № 2 Нижегородского района. С 1992 года является тренером-преподавателем по художественной гимнастике специализированной детско-юношеской школы олимпийского резерва Нижнего Новгорода.
Тренер сборной команды России на Олимпийских играх 2004 года. Член исполкома Федерации художественной гимнастики России. Вице-президент Федерации художественной гимнастики Нижегородской области. Главный тренер сборной Нижегородской области. Неоднократно входила в число лучших тренеров Нижегородской области.
Подготовила ряд известных гимнасток, среди которых:
- Ирина Белова — олимпийская чемпионка 2000 года[7],
- Елена Посевина — двукратная олимпийская чемпионка (2004, 2008),
- Дарья Шкурихина — олимпийская чемпионка 2008 года,
- Анастасия Назаренко — олимпийская чемпионка 2012 года, трёхкратная чемпионка мира (2010, 2011),
- Анастасия Максимова — олимпийская чемпионка 2016 года, пятикратная чемпионка мира (2009, 2013, 2014, 2015),

### Семья
Была замужем за заслуженным тренером по лыжным гонкам Владиславом Семёновичем Тишиным (1937—2012).
Две дочери.
- Татьяна Владиславовна Сергаева (род. 1969) — мастер спорта СССР, заслуженный тренер России, главный тренер сборной России по художественной гимнастике с 2025 года.
- Ольга[8].

## Награды и звания
- Почётный мастер спорта СССР(1969).
- Почётное звание «Заслуженный тренер России».
- Лауреат премии города Нижнего Новгорода (1999)[9].
- Заслуженный работник физической культуры Российской Федерации (2001)[10].
- Медаль ордена «За заслуги перед Отечеством» II степени (2010)[11].
- Спортивный судья всероссийской категории (2016)[12].
- Благодарность Министра спорта Российской Федерации (2016)[13].
- Почётный гражданин Нижнего Новгорода (2017)[14][15].
- Книга Почёта Нижнего Новгорода (2017).